# Biddeford
Biddeford je město ležící na jihu státu Maine ve Spojených státech amerických. Je šestým největším městem státu Maine. Biddeford byl založen v roce 1616 a je to jedno z nejstarších sídel v USA. Je součástí aglomerace Portland-South Portland-Biddeford.

## Dějiny
Prvním evropským osadníkem byl anglický vědec Richard Vines, který v letech 1616–1617 přezimoval na místě dnes zvaném Winter Harbor a nazval jej Biddeford Pool. Tato událost předběhla o čtyři roky přistání legendární Mayflower v Plymouthu. V roce 1653 byla osada oficiálně prohlášena městem s názvem Saco. Evropští osadníci byli několikrát atakováni místními indiánskými kmeny, což byl důvod pro postavení pevnosti Fort Mary v roce 1708. Město bylo v roce 1718 pojmenováno Biddeford podle Bidefordu v hrabství Devon v Anglii. Rozvoj města začal ke konci 18. století. Nejvíce se rozvíjel textilní průmysl, který byl postihnut krizí v polovině 20. století. V roce 2010 z kdysi slavných textilních továren zůstala pouze jedna, WestPoint Home.

## Charakteristika města
Biddeford je domovem administrativních institucí, jako zdravotnický komplex Southern Maine Medical Center a University of New England College of Osteopathic Medicine. Je tady zimní stadion, několik veřejných pláží, divadlo a dvě historické čtvrtě, které byly zahrnuty do celonárodního seznamu historických míst National Register of Historic Places. Biddeford je jedno z nejrychleji se rozvíjejících měst v Maine, za co vděčí blízkosti pobřeží New Hampshiru a severního Massachusetts. Ve městě vyrostla nová obchodní, kulturní a administrativní centra. Partnerským městem je Bideford v hrabství Devon v Anglii.